# Diacitrón

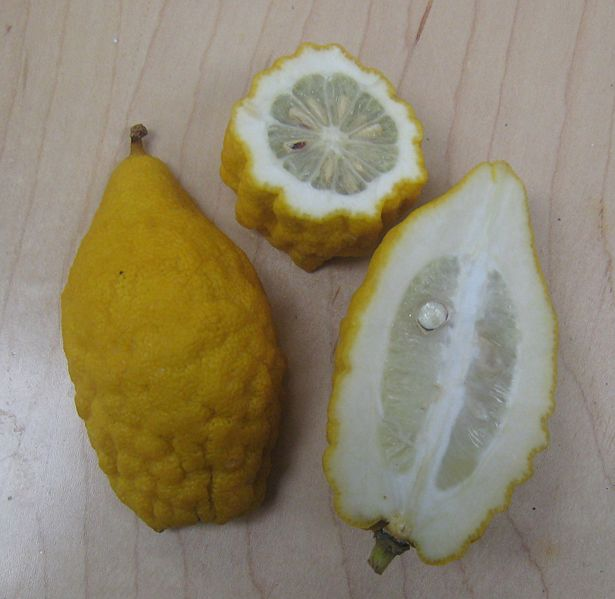
Una cidra ('Citrus medica') de base antes de ser confitada.

El Acitrón (denominado también diacitrón) es un dulce español muy popular en los siglos XV y XVI elaborado a base de cidra (Citrus medica L.) confitada.  La corteza de la cidra confitada se parte en tajadas (rodajas); de ella como dulce se tiene noticia en la literatura por ser lo que desayuna Calisto en la obra La Celestina. Es similar al calabazate, y como este se confitaba como medio de conserva en las despensas españolas del siglo XV y XVI. Su elaboración está íntimamente unida al cultivo de la cidra y de la caña de azúcar. De la popularidad de este dulce en la Casa Real pueden encontrarse anotaciones de Francisco Martínez Motiño.